# Niklot
Niklot o Nyklot (1090 – agosto 1160) è stato un sovrano e Samtherrscher obodrita, nonché antenato del casato di Meclemburgo.

## Biografia
Dal 1130 o dal 1131 fino alla morte, fu capo della confederazione Obodrita, dei Chizzini e dei Circipani. Nello stesso periodo fu Signore di (Herr zu) Schwerin, Quetzin e Malchow. Per circa 30 anni resistette ai principi Sassoni, specialmente a Enrico il Leone, durante la Drang nach Osten tedesca. Si oppose anche alla conversione dei pagani Slavi Polabiani al cristianesimo.
Il luogo di nascita di Niklot è sconosciuto. Dopo la morte del principe cristiano Obodrita Enrico, Niklot rinunciò al cristianesimo sostenendo la tradizionale religione pagana.
Niklot iniziò la sua resistenza quando Lotario II consegnò il regno Obodrita al suo vassallo danese Canuto Lavard. Assieme a Pribislavo di Wagria, nipote di Enrico dell'Antica Lubecca, Niklot combatté contro Lotario e Canuto. Dopo l'assassinio di Canuto nel 1131, Niklot e Pribislavo si divisero il territorio Obodrita, con Niklot che ricevette le terre orientali. Al fine di indebolire Pribislavo negli anni seguenti, Niklot si alleò con i signori Sassoni, specialmente con il conte Adolfo II di Schaumburg, permettendo così ai pirati slavi di attaccare i Dani.
Gli alleati sassoni del principe gli si rivoltarono contro durante la crociata dei Venedi del 1147. Nonostante Niklot abbia resistito all'assedio della sua fortezza a Dobin, fu obbligato a pagare un tributo ai crociati cristiani. In seguito stipulò una pace con Adolfo di Holstein, con il duca Enrico il Leone di Sassonia e con Enrico di Badewide.
A partire dal 1158 re Valdemaro il Grande di Danimarca iniziò a pagare Enrico il Leone per il suo aiuto, facendo reagire Niklot. Il re danese ed il duca sassone si allearono tra loro nel 1160. Quando i Dani assaltarono la costa colpendo i Rani, i Sassoni uccisero Niklot nella sua roccaforte di Burg Werle. Il territorio Obodrita fu in gran parte diviso fra i cristiani. La morte di Niklot pose fine al controllo slavo del Meclemburgo fino al fiume Peene. Il figlio maggiore di Niklot, Pribislavo, recuperò il titolo di principe di Meclemburgo nel 1167, come vassallo dei Sassoni.

## Discendenza
Niklot ebbe tre figli:
- Pribislavo, principe di Meclemburgo e successore del padre
- Vratislavo (1164), ucciso da Enrico il Leone
- Prislavo, signore di Laaland (1175), sposò Caterina di Sudjutland, dalla quale ebbe due figli. Fu vassallo di Valdemaro I di Danimarca che combatté contro suo padre.

## Ascendenza
|                      |   |   | Genitori |  |  | Nonni |  |  | Bisnonni             |  |  | Trisnonni |  |
|                      |   |   |          |  |  |       |  |  | Godescalco dei Vendi |  |  | Pribignew |  |
|                      |   |   |          |  |  |       |  |  | Godescalco dei Vendi |  |  | Pribignew |  |
|                      |   | … |          |  |  |       |  |  | Godescalco dei Vendi |  |  |           |  |
| Budivoj              |   |   |          |  |  |       |  |  | Godescalco dei Vendi |  |  |           |  |
|                      |   | … | …        |  |  |       |  |  |                      |  |  |           |  |
|                      |   | … | …        |  |  |       |  |  |                      |  |  |           |  |
|                      |   | … | …        |  |  |       |  |  |                      |  |  |           |  |
| Pribislavo di Wagria |   | … |          |  |  |       |  |  |                      |  |  |           |  |
|                      |   | … | …        |  |  |       |  |  |                      |  |  |           |  |
|                      |   | … | …        |  |  |       |  |  |                      |  |  |           |  |
|                      |   | … | …        |  |  |       |  |  |                      |  |  |           |  |
| …                    |   | … |          |  |  |       |  |  |                      |  |  |           |  |
|                      |   | … | …        |  |  |       |  |  |                      |  |  |           |  |
|                      |   | … | …        |  |  |       |  |  |                      |  |  |           |  |
|                      |   | … | …        |  |  |       |  |  |                      |  |  |           |  |
| Niklot               |   | … |          |  |  |       |  |  |                      |  |  |           |  |
|                      | … | … |          |  |  |       |  |  |                      |  |  |           |  |
|                      | … | … |          |  |  |       |  |  |                      |  |  |           |  |
|                      | … | … |          |  |  |       |  |  |                      |  |  |           |  |
| …                    | … |   |          |  |  |       |  |  |                      |  |  |           |  |
|                      |   | … | …        |  |  |       |  |  |                      |  |  |           |  |
|                      |   | … | …        |  |  |       |  |  |                      |  |  |           |  |
|                      |   | … | …        |  |  |       |  |  |                      |  |  |           |  |
| …                    |   | … |          |  |  |       |  |  |                      |  |  |           |  |
|                      |   | … | …        |  |  |       |  |  |                      |  |  |           |  |
|                      |   | … | …        |  |  |       |  |  |                      |  |  |           |  |
|                      |   | … | …        |  |  |       |  |  |                      |  |  |           |  |
| …                    |   | … |          |  |  |       |  |  |                      |  |  |           |  |
|                      |   | … | …        |  |  |       |  |  |                      |  |  |           |  |
|                      |   | … | …        |  |  |       |  |  |                      |  |  |           |  |
|                      |   | … | …        |  |  |       |  |  |                      |  |  |           |  |
|                      |   | … |          |  |  |       |  |  |                      |  |  |           |  |